# Schwimmeuropameisterschaften 1999
Die 24. Schwimmeuropameisterschaften fanden vom 22. Juli bis 1. August 1999 in Istanbul statt und wurden von der Ligue Européenne de Natation (LEN) veranstaltet. Die Wettkämpfe wurden im Atakoy Olympia Schwimmstadion durchgeführt.
Die Schwimmeuropameisterschaften 1999 beinhalteten Wettbewerbe im Schwimmen, Kunst- und Turmspringen, Synchronschwimmen und Freiwasserschwimmen. Die beiden Wasserballturniere fanden erstmals separat statt und kamen einen Monat später in Florenz (Männer) und Prato (Frauen) zur Austragung.

## Beckenschwimmen

### Ergebnisse Männer
| Wettbewerb                 | Gold                                                                                 | Gold     | Silber                                                                        | Silber   | Bronze | Bronze   |
| -------------------------- | ------------------------------------------------------------------------------------ | -------- | ----------------------------------------------------------------------------- | -------- | --- | -------- |
| 50 m Freistil              | Pieter van den Hoogenband Niederlande                                                | 22.06    | Lorenzo Vismara Italien                                                       | 22.21    | Alexander Popov Russland | 22.32    |
| 100 m Freistil             | Pieter van den Hoogenband Niederlande                                                | 48.47    | Alexander Popov Russland                                                      | 48.82    | Lars Frölander Schweden | 49.40    |
| 200 m Freistil             | Pieter van den Hoogenband Niederlande                                                | 1:47.09  | Paul Palmer Großbritannien                                                    | 1:48.01  | Massimiliano Rosolino Italien | 1:48.37  |
| 400 m Freistil             | Paul Palmer Großbritannien                                                           | 3:48.12  | Emiliano Brembilla Italien                                                    | 3:48.50  | Dragoș Coman Rumänien | 3:49.04  |
| 1500 m Freistil            | Igor Snitko Ukraine                                                                  | 15:07.19 | Dragoș Coman Rumänien                                                         | 15:13.10 | Sylvain Cros Frankreich | 15:18.26 |
| 50 m Rücken                | Stev Theloke Deutschland                                                             | 25.66    | Thomas Rupprath Deutschland                                                   | 25.94    | Mariusz Siembida Polen | 26.07    |
| 100 m Rücken               | Stev Theloke Deutschland                                                             | 55.16    | Gordan Kožulj Kroatien                                                        | 55.84    | Eithan Urbach Israel | 55.87    |
| 200 m Rücken               | Ralf Braun Deutschland                                                               | 1:59.74  | Gordan Kožulj Kroatien                                                        | 2:00.07  | Emanuele Merisi Italien | 2:00.50  |
| 50 m Brust                 | Mark Warnecke Deutschland                                                            | 27.95    | Oleg Lisogor Ukraine                                                          | 28.21    | Károly Güttler Ungarn | 28.29    |
| 100 m Brust                | Domenico Fioravanti Italien                                                          | 1:01.34  | Mark Warnecke Deutschland                                                     | 1:01.97  | Stéphan Perrot Frankreich | 1:02.08  |
| 200 m Brust                | Stéphan Perrot Frankreich                                                            | 2:12.46  | Dmitri Komornikow Russland                                                    | 2:12.88  | Yohann Bernard Frankreich | 2:12.96  |
| 50 m Schmetterling         | Pieter van den Hoogenband Niederlande                                                | 23.89    | Miloš Milošević Kroatien                                                      | 24.17    | Lars Frölander Schweden Mark Foster Großbritannien                                                                                                  | 24.39    |
| 100 m Schmetterling        | Lars Frölander Schweden                                                              | 52.61    | James Hickman Großbritannien                                                  | 52.97    | Denys Sylantjew Ukraine | 53.04    |
| 200 m Schmetterling        | Franck Esposito Frankreich                                                           | 1:57.20  | Denys Sylantjew Ukraine                                                       | 1:57.29  | Anatoli Poljakow Russland | 1:57.89  |
| 200 m Lagen                | Marcel Wouda Niederlande                                                             | 2:01.43  | Massimiliano Rosolino Italien                                                 | 2:01.46  | Jani Sievinen Finnland | 2:02.11  |
| 400 m Lagen                | Frederik Hviid Spanien                                                               | 4:17.16  | Michael Halika Israel                                                         | 4:17.49  | Marcel Wouda Niederlande | 4:18.26  |
| 4 × 100 m Freistil Staffel | Niederlande Johan Kenkhuis Mark Veens Marcel Wouda Pieter van den Hoogenband         | 3:16.27  | Russland Denis Pimankow Sergey Asyikhmin Dmitri Tschernyschow Alexander Popov | 3:19.49  | Deutschland Christian Keller Lars Merseburg Christian Tröger Lars Conrad                                                                            | 3:20.20  |
| 4 × 200 m Freistil Staffel | Deutschland Christian Keller Stefan Pohl Lars Conrad Michael Kiedel                  | 7:19.63  | Großbritannien Paul Palmer Gavin Meadows James Salter Edward Sinclair         | 7:19.91  | Russland Maxim Korschunow Dmitriy Kuzmin Andrei Kapralow Dmitri Tschernyschow                                                                       | 7:25.36  |
| 4 × 100 m Lagen Staffel    | Niederlande Klaas-Erik Zwering Marcel Wouda Stefan Aartsen Pieter van den Hoogenband | 3:39.52  | Deutschland Stev Theloke Mark Warnecke Christian Keller Christian Tröger      | 3:40.15  | Russland Sergey Ostapchuk Dmitri Komornikow Wladislaw Kulikow Alexander Popov Schweden Mattias Ohlin Patrik Isaksson Daniel Carlsson Lars Frölander | 3:41.18  |

### Ergebnisse Frauen
| Wettbewerb                 | Gold                                                                               | Gold    | Silber                                                                         | Silber  | Bronze                                                                   | Bronze  |
| -------------------------- | ---------------------------------------------------------------------------------- | ------- | ------------------------------------------------------------------------------ | ------- | ------------------------------------------------------------------------ | ------- |
| 50 m Freistil              | Inge de Bruijn Niederlande                                                         | 24.99   | Therese Alshammar Schweden                                                     | 25.30   | Alison Sheppard Großbritannien                                           | 25.33   |
| 100 m Freistil             | Sue Rolph Großbritannien                                                           | 55.03   | Inge de Bruijn Niederlande                                                     | 55.24   | Sandra Völker Deutschland                                                | 55.36   |
| 200 m Freistil             | Camelia Potec Rumänien                                                             | 1:58.79 | Kerstin Kielgass Deutschland                                                   | 2:00.09 | Yana Klochkova Ukraine                                                   | 2:00.18 |
| 400 m Freistil             | Camelia Potec Rumänien                                                             | 4:08.09 | Kerstin Kielgass Deutschland                                                   | 4:08.57 | Yana Klochkova Ukraine                                                   | 4:10.11 |
| 800 m Freistil             | Hannah Stockbauer Deutschland                                                      | 8:33.79 | Kirsten Vlieghuis Niederlande                                                  | 8:35.19 | Jana Henke Deutschland                                                   | 8:37.06 |
| 50 m Rücken                | Sandra Völker Deutschland                                                          | 28.71   | Nina Zhivanevskaya Spanien                                                     | 29.02   | Metka Sparavec Slowenien                                                 | 29.25   |
| 100 m Rücken               | Sandra Völker Deutschland                                                          | 1:01.39 | Nina Zhivanevskaya Spanien                                                     | 1:01.98 | Roxana Mărăcineanu Frankreich                                            | 1:02.47 |
| 200 m Rücken               | Roxana Mărăcineanu Frankreich                                                      | 2:11.94 | Yuliya Fomenko Russland Cathleen Rund Deutschland                              | 2:13.33 | -                                                                        |         |
| 50 m Brust                 | Ágnes Kovács Ungarn                                                                | 31.44   | Zoë Baker Großbritannien                                                       | 31.53   | Janne Schäfer Deutschland                                                | 32.22   |
| 100 m Brust                | Ágnes Kovács Ungarn                                                                | 1:08.75 | Switlana Bondarenko Ukraine                                                    | 1:09.33 | Brigitte Becue Belgien                                                   | 1:10.23 |
| 200 m Brust                | Ágnes Kovács Ungarn                                                                | 2:27.12 | Beatrice Câșlaru Rumänien                                                      | 2:27.80 | Alicja Pęczak Polen                                                      | 2:28.93 |
| 50 m Schmetterling         | Anna-Karin Kammerling Schweden                                                     | 26.29   | Johanna Sjöberg Schweden                                                       | 26.93   | Chantal Groot Niederlande                                                | 27.41   |
| 100 m Schmetterling        | Inge de Bruijn Niederlande                                                         | 58.49   | Johanna Sjöberg Schweden                                                       | 58.97   | Diana Mocanu Rumänien                                                    | 1:00.02 |
| 200 m Schmetterling        | Mette Jacobsen Dänemark                                                            | 2:10.40 | María Peláez Spanien                                                           | 2:11.49 | Otylia Jędrzejczak Polen                                                 | 2:11.60 |
| 200 m Lagen                | Yana Klochkova Ukraine                                                             | 2:14.02 | Beatrice Câșlaru Rumänien                                                      | 2:15.12 | Sabine Herbst Deutschland                                                | 2:16.95 |
| 400 m Lagen                | Yana Klochkova Ukraine                                                             | 4:38.14 | Beatrice Câșlaru Rumänien                                                      | 4:40.98 | Hana Černá Tschechien                                                    | 4:45.45 |
| 4 × 100 m Freistil Staffel | Deutschland Katrin Meißner Antje Buschschulte Franziska van Almsick Sandra Völker  | 3:40.87 | Schweden Louise Jöhncke Josefin Lillhage Malin Svahnström Therese Alshammar    | 3:43.07 | Großbritannien Alison Sheppard Claire Huddart Karen Pickering Sue Rolph  | 3:43.55 |
| 4 × 200 m Freistil Staffel | Deutschland Franziska van Almsick Silvia Szalai Hannah Stockbauer Kerstin Kielgass | 8:01.66 | Schweden Josefin Lillhage Malin Svahnström Johanna Sjöberg Louise Jöhncke      | 8:07.37 | Rumänien Camelia Potec Lorena Diaonescu Simona Păduraru Beatrice Câșlaru | 8:07.75 |
| 4 × 100 m Lagen Staffel    | Schweden Therese Alshammar Maria Östling Johanna Sjöberg Malin Svahnström          | 4:07.52 | Deutschland Sandra Völker Silvia Pulfrich Franziska van Almsick Katrin Meißner | 4:07.79 | Großbritannien Katy Sexton Zoë Baker Sue Rolph Karen Pickering           | 4:09.18 |

## Freiwasserschwimmen

### Ergebnisse Männer
| Wettbewerb | Gold                           | Gold      | Silber                  | Silber    | Bronze                  | Bronze    |
| ---------- | ------------------------------ | --------- | ----------------------- | --------- | ----------------------- | --------- |
| 5 km       | Jewgeni Besrutschenko Russland | 59:08.1   | Alexei Akatjew Russland | 59:13.5   | Samuele Pampana Italien | 59:16.1   |
| 25 km      | Alexei Akatjew Russland        | 5:11:06.6 | Anton Sanachev Russland | 5:11:59.7 | André Wilde Deutschland | 5:12:40.8 |

### Ergebnisse Frauen
| Wettbewerb | Gold                     | Gold      | Silber                    | Silber    | Bronze                    | Bronze    |
| ---------- | ------------------------ | --------- | ------------------------- | --------- | ------------------------- | --------- |
| 5 km       | Peggy Büchse Deutschland | 1:01:56.6 | Viola Valli Italien       | 1:01:57.8 | Britta Kamrau Deutschland | 1:02:00.6 |
| 25 km      | Olga Gusseva Russland    | 5:58:28.3 | Angela Maurer Deutschland | 5:59:30.5 | Britta Kamrau Deutschland | 5:59:33.2 |

## Kunst- und Turmspringen

### Ergebnisse Männer
| Wettbewerb        | Gold                                  | Silber                                       | Bronze                                      |
| ----------------- | ------------------------------------- | -------------------------------------------- | ------------------------------------------- |
| 1 Meter           | José Miguel Gil Spanien               | Andreas Wels Deutschland                     | Stefan Ahrens Deutschland                   |
| 3 Meter           | Tony Ally Großbritannien              | Imre Lengyel Ungarn                          | Jukka Piekkanen Finnland                    |
| 10 Meter          | Dmitri Sautin Russland                | Heiko Meyer Deutschland                      | Roman Wolodkow Ukraine                      |
| 3 Meter Synchron  | Italien Donald Miranda Nicola Marconi | Deutschland Alexander Mesch Holger Schlepps  | Großbritannien Tony Ally Mark Shipman       |
| 10 Meter Synchron | Deutschland Jan Hempel Heiko Meyer    | Russland Igor Lukaschin Wladimir Timoschinin | Großbritannien Leon Taylor Peter Waterfield |

### Ergebnisse Frauen
| Wettbewerb        | Gold                                                  | Silber                                  | Bronze                                        |
| ----------------- | ----------------------------------------------------- | --------------------------------------- | --------------------------------------------- |
| 1 Meter           | Wera Iljina Russland                                  | Irina Laschko Russland                  | Conny Schmalfuß Deutschland                   |
| 3 Meter           | Wera Iljina Russland                                  | Irina Laschko Russland                  | Conny Schmalfuß Deutschland                   |
| 10 Meter          | Olena Schupina Ukraine                                | Dolores Sáez de Ibarra Spanien          | Swetlana Timoschinina Russland                |
| 3 Meter Synchron  | Ukraine Hanna Sorokina Olena Schupina                 | Deutschland Simona Koch Conny Schmalfuß | Frankreich Odile Arboles-Souchon Julie Danaux |
| 10 Meter Synchron | Russland Jewgenija Olschewskaja Swetlana Timoschinina | Deutschland Anke Piper Ute Wetzig       | Frankreich Odile Arboles-Souchon Julie Danaux |

## Synchronschwimmen
| Wettbewerb | Gold                                      | Silber                                   | Bronze                                     |
| ---------- | ----------------------------------------- | ---------------------------------------- | ------------------------------------------ |
| Einzel     | Olga Brusnikina                           | Virginie Dedieu                          | Giovanna Burlando                          |
| Duett      | Russland Olga Brusnikina Maria Kisseljowa | Frankreich Virginie Dedieu Myriam Lignot | Italien Giovanna Burlando Maurizia Cecconi |
| Gruppe     | Russland                                  | Frankreich                               | Italien                                    |

## Medaillenspiegel
| Medaillenspiegel | Medaillenspiegel             | Medaillenspiegel | Medaillenspiegel | Medaillenspiegel | Medaillenspiegel |
| Platz            | Land                         | G                | S                | B                | Gesamt           |
| ---------------- | ---------------------------- | ---------------- | ---------------- | ---------------- | ---------------- |
| 1                | Deutschland                  | 12               | 13               | 11               | 36               |
| 2                | Russland                     | 10               | 9                | 5                | 24               |
| 3                | Niederlande                  | 9                | 2                | 2                | 13               |
| 4                | Ukraine                      | 5                | 3                | 4                | 12               |
| 5                | Schweden                     | 3                | 5                | 3                | 11               |
| 6                | Vereinigtes Königreich       | 3                | 4                | 6                | 13               |
| 7                | Frankreich                   | 3                | 3                | 6                | 12               |
| 8                | Ungarn                       | 3                | 1                | 1                | 5                |
| 9                | Italien                      | 2                | 4                | 6                | 12               |
| 10               | Rumänien                     | 2                | 4                | 3                | 9                |
| 11               | Spanien                      | 2                | 4                | –                | 6                |
| 12               | Dänemark                     | 1                | –                | –                | 1                |
| 13               | Kroatien                     | –                | 3                | –                | 4                |
| 14               | Israel                       | –                | 1                | 1                | 2                |
| 15               | Polen                        | –                | –                | 3                | 3                |
| 16               | Finnland                     | –                | –                | 2                | 2                |
| 17               | Belgien Slowenien Tschechien | –                | –                | 1                | 1                |